# Tricimba steatodae
Tricimba steatodae är en tvåvingeart som beskrevs av Hickman 1971. Tricimba steatodae ingår i släktet Tricimba och familjen fritflugor. Inga underarter finns listade i Catalogue of Life.